# Понін
Понін (пол. Ponin, нім. Niedergrund) — село в Польщі, у гміні Косцян Косцянського повіту Великопольського воєводства.
Населення — 151 особа (2011).
У 1975-1998 роках село належало до Лешненського воєводства.

## Демографія
Демографічна структура станом на 31 березня 2011 року:
|          | Загалом | Допрацездатний вік | Працездатний вік | Постпрацездатний вік |
| -------- | ------- | ------------------ | ---------------- | -------------------- |
| Чоловіки | 84      | 19                 | 58               | 7                    |
| Жінки    | 67      | 10                 | 42               | 15                   |
| Разом    | 151     | 29                 | 100              | 22                   |